# Királyháza (Börzsöny)
Királyháza Kemence külterületi településrésze. A Börzsöny északi részén, a Kemence-patak völgyében fekszik. A MOL-turistaház udvarán található a Mátyás-forrás.

## Történelem
Királyháza nevét Mátyás királyról kapta, akinek kedvelt vadászterülete volt ez a vidék. Később más főúri méltóságok is szívesen vadásztak erre; a közeli hegyek között ejtette el ezredik szarvasbikáját József főherceg 1909. szeptember 24-én.

## Népesség
A 2001-es népszámlálás adatai szerint a településrész 1 lakását összesen 1 fő lakta. Ezen kívül 3 nem lakott üdülő található Királyházán.

## Turizmus
Királyházán található az Ipolyerdő Zrt. két vadászháza, a MOL turistaháza, a Mathias lovasudvar, valamint a Prónay kulcsosház.